# Pyrostria bispathacea
Pyrostria bispathacea là một loài thực vật có hoa trong họ Thiến thảo. Loài này được (Mildbr.) Bridson miêu tả khoa học đầu tiên năm 1987.